# Pavonia alnifolia
Pavonia alnifolia är en malvaväxtart som beskrevs av A. St.-hil.. Pavonia alnifolia ingår i släktet påfågelsmalvor, och familjen malvaväxter. Inga underarter finns listade i Catalogue of Life.